# Parnassia glauca
Parnassia glauca är en benvedsväxtart som beskrevs av Constantine Samuel Rafinesque-Schmaltz. Parnassia glauca ingår i släktet Parnassia och familjen Celastraceae. Inga underarter finns listade.

## Bildgalleri

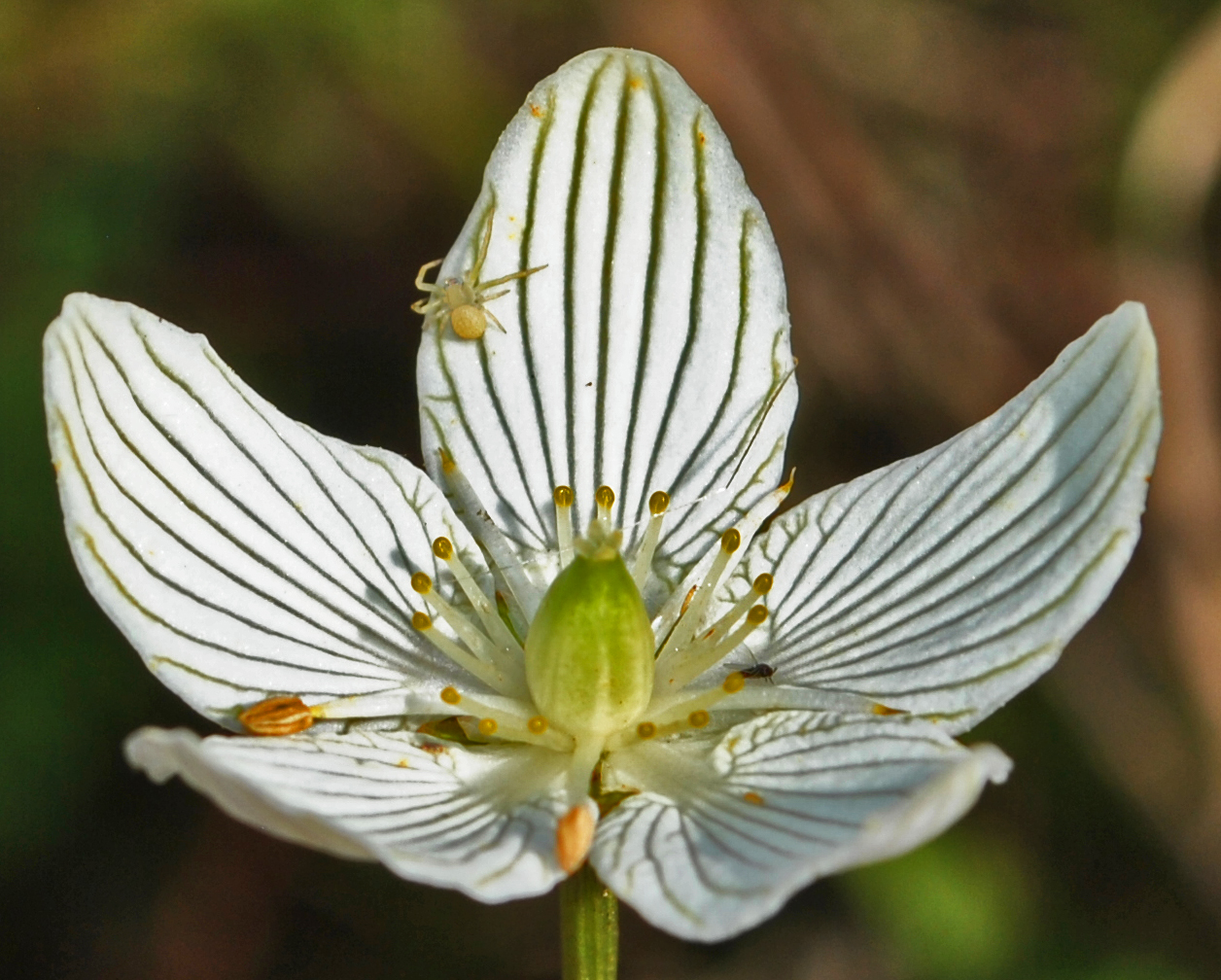
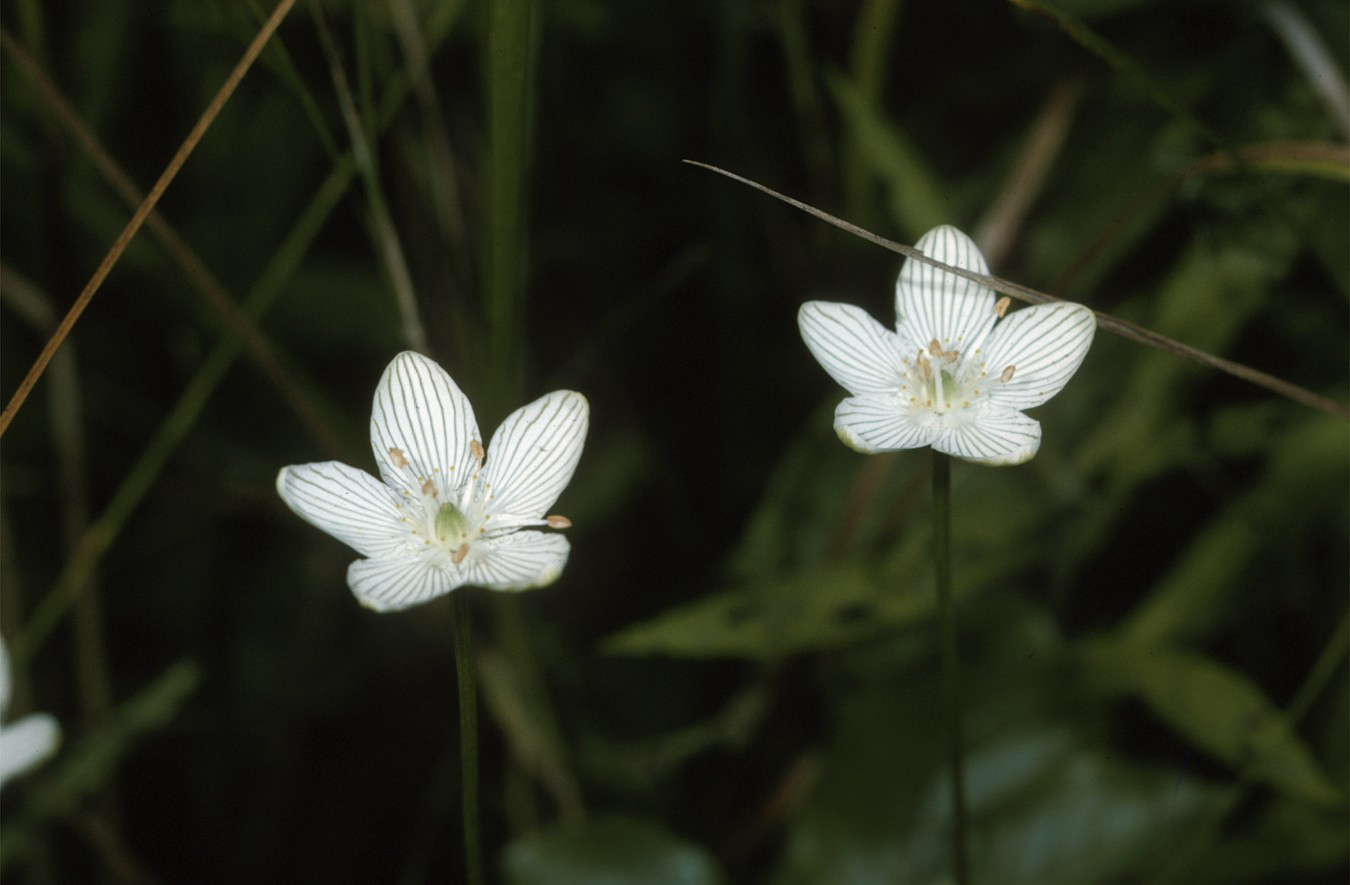